# Trnovac Sokolovački
Trnovac Sokolovački falu Horvátországban Kapronca-Kőrös megyében. Közigazgatásilag Sokolovachoz tartozik.

## Fekvése
Kaproncától 16 km-re délnyugatra, községközpontjától 6 km-re délre a  Bilo-hegység nyugati részén fekszik.

## Története
A falunak 1857-ben 113, 1910-ben 193 lakosa volt. Trianonig Belovár-Kőrös vármegye Kaproncai járásához tartozott. 2001-ben a falunak 119 lakosa volt.